# Pat Brown
Pour les articles homonymes, voir Brown.
 (février 2019).
Si vous disposez d'ouvrages ou d'articles de référence ou si vous connaissez des sites web de qualité traitant du thème abordé ici, merci de compléter l'article en donnant les références utiles à sa vérifiabilité et en les liant à la section « Notes et références ».
Edmund Gerald Brown, Sr., dit Pat Brown, né le 21 avril 1905 à San Francisco et mort 16 février 1996 à Beverly Hills, est un homme politique américain, gouverneur de Californie de 1959 à 1967. Engagé au Parti républicain, il le quitte en 1932 pour rejoindre le Parti démocrate ; il est élu procureur général de Californie pour deux mandats, de 1951 à 1959. Son fils, Jerry Brown devient également gouverneur et procureur général de Californie.

## Biographie

### Famille et éducation
Pat Brown naît à San Francisco de Edmund et Ida Brown. Son père est d'origine catholique irlandaise et sa mère protestante allemande. Son surnom de Pat lui est donné au cours de sa scolarité en raison de sa verve oratoire qui rappelle alors celle de Patrick Henry. Après une inscription à Lowell High School, Pat Brown arrête ses études pour aider son père qui tient alors une boutique de cigares. Étudiant le droit grâce aux cours du soir, il est diplômé de la San Francisco Law School (en) en 1927.

### Début de carrière
En 1928, Pat Brown essaye de se faire élire comme républicain à l'Assemblée de l'État de Californie, mais est battu. Il adhère au Parti démocrate en 1934, quand la Grande Dépression lui fait perdre confiance en les républicains.Il soutient alors activement le New Deal de Franklin Delano Roosevelt ; en 1939, il se présente au poste de procureur de district (en anglais : District Attorney) de San Francisco, cette fois comme démocrate, mais son adversaire sortant Matthew Brady (22 ans en fonction) l'emporte. De nouveau candidat en 1943 avec le slogan « Crack down on crime, elect Brown this time » (en (français : « Réprimez le crime, élisez Brown cette fois »), il remporte le siège.
Au cours des sept années où il exerce la fonction, réélu en 1947 avec le soutien du gouverneur républicain Earl Warren, il se fait remarquer par son action contre les bookmakers, la prostitution, la corruption et la délinquance juvénile. Il s'exprime contre l'internement des Nippo-Américains durant la Seconde Guerre mondiale. En 1946, Brown perd en tant que démocrate l'élection au poste de procureur général de Californie face procureur de district du comté de Los Angeles Frederick N. Howser. Il se présente à nouveau le 7 novembre 1950 et est élu ; il occupe le poste pendant huit ans, étant réélu le 2 novembre 1954.

### Gouverneur de Californie

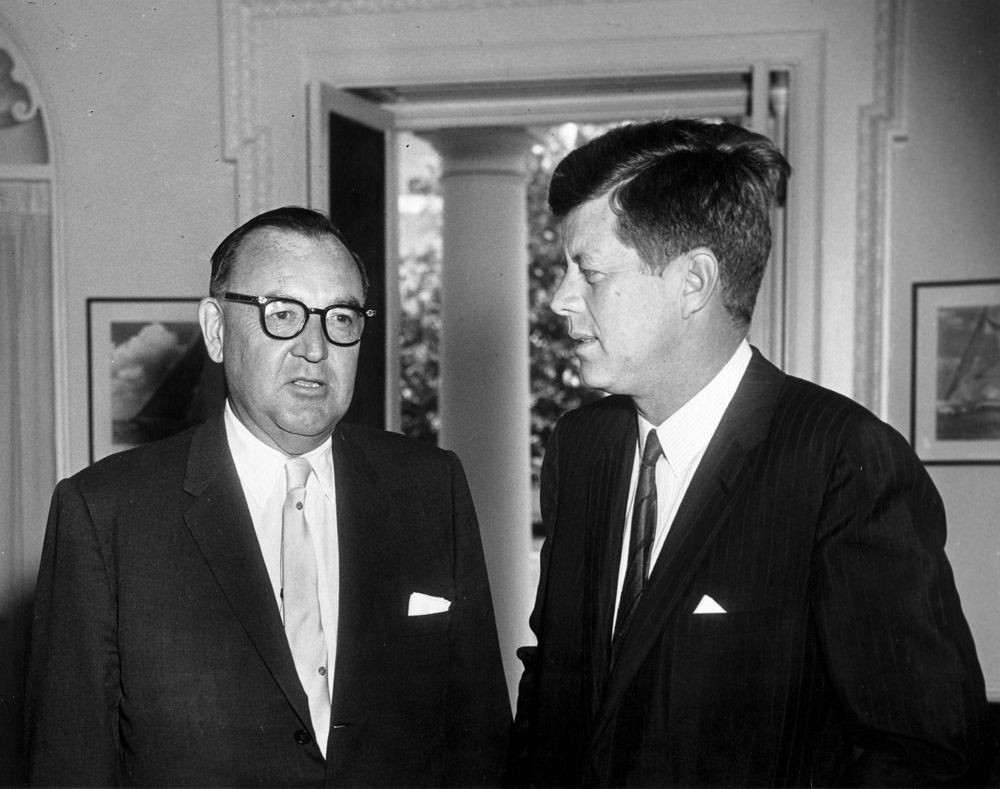
Brown avec le président John Fitzgerald Kennedy, en 1961.

En 1958, il est nommé comme candidat démocrate au poste de gouverneur de Californie. Élu avec 20 points d'avance, il est réélu en 1962 avec 52 % des voix face à l'ancien vice-président Richard Nixon. 
Cependant, en 1966, il est battu par Ronald Reagan. Pendant la campagne, son adversaire républicain l'accuse de faiblesse lors des émeutes de Watts à Los Angeles (août 1965), mais aussi d’avoir pactisé avec la contestation d’une « minorité névrosée » de « beatniks » installés à l’université de Berkeley. 
Ses deux mandats sont marqués par de forts investissements dans le domaine de l'accès à l'eau et de l'éducation. Opposé à titre personnel à la peine de mort, il gracie 23 condamnés et autorise 36 exécutions.

### Vie privée
Pat Brown épouse Bernice Layne (1908-2002), fille d'un capitaine de la police de San Francisco, en 1930. Ils ont quatre enfants, dont deux qui font carrière en politique : Jerry Brown, gouverneur de Californie de 1975 à 1983, procureur général de 2007 à 2011 et à nouveau gouverneur de 2011 à 2019, ainsi que Kathleen Brown, trésorière de l'État de 1991 à 1995.